# Урсула фон Пфалц-Велденц (1543 – 1578)
Урсула фон Пфалц-Велденц (на немски: Ursula von Pfalz-Veldenz; * 3 април 1543; † 1578) от фамилията Вителсбахи, е графиня от Пфалц-Велденц и чрез женитба графиня на Фалкенщайн и Лимбург.

## Живот
Тя е малката дъщеря на пфалцграф Рупрехт фон Пфалц-Велденц (1506 – 1544) и съпругата му Урсула фон Залм-Кирбург (1515 – 1601), дъщеря на вилд- и рейнграф Йохан VII фон Залм-Кирбург и Анна фон Изенбург. Сестра е на Анна (1540 – 1586), омъжена 1558 г. за маркграф Карл II фон Баден-Дурлах (1529 – 1577), и на граф Георг Йохан I (1543 – 1592), женен 1563 г. за принцеса Анна Мария Шведска (1545 – 1610). Майка ѝ Урсула се омъжва втори път през 1546 г. за граф Йохан фон Даун-Фалкенщайн († 1579).
Урсула се омъжва на 18 декември 1578 г. за граф Вирих VI фон Даун-Фалкенщайн (1539 – 1598). Те нямат деца. Тя умира същата година. Вирих VI се жени втори път на 18 декември 1578 г. за Елизабет фон Мандершайд-Бланкенхайм (1544 – 1586).